# Miki Shimada
Miki Shimada (jap. 嶋田美樹 Shimada Miki; ur. 29 marca 1983 w Shingū, w Japonii) – japońska siatkarka grająca na pozycji środkowej. Obecnie występuje w drużynie Hitachi Rivale.